# Szentes vasútállomás
Szentes vasútállomás egy Csongrád-Csanád megyei vasútállomás Szentes településen, amit a MÁV üzemeltet.
Szentes első vasútvonalát 1887-ben nyitották meg a város és Kunszentmárton közt, a következő vonal a Szentes–Hódmezővásárhely közti vonal volt 1893-ban, majd 1906-ban megnyílt a Csongrád–Szentes–Orosháza vasútvonal (Fábiánsebestyénnél leágazással Árpádhalom felé). Egyre több település került be a vasúti forgalom vérkeringésébe, mely által bővült a teher- és személyforgalom, fejlődött az ipar és a kereskedelem. Azonban az utóbbi két–három évtizedben az úthálózatok fejlődésével, a teherszállító- és személygépkocsik jelentékeny gyarapodásával, a távolsági és helyközi autóbuszjáratok elterjedésével jelentősége csökkent. Mindazonáltal a szentesi állomás folyamatosan működik, vasúton is könnyen megközelíthető a település. Fontos regionális elágazó állomás.
Az állomáson kívül a város északi részén található Hékéd megállóhelyen állnak meg a Kiskunfélegyháza, Kunszentmárton–Lakitelek és Kunszentmárton–Szolnok felé tartó vonatok. A város másik megállóhelye volt Berekhát megállóhely, ahonnan Hódmezővásárhely felé lehetett utazni. 1911. február 5-én adták át feltételes megállóhelyként. 1996 végéig volt szolgálat. Kis forgalma miatt megszűnt a 2007. december 9-ei menetrendváltással.

## Az állomás története
Amikor 1887-ben megindult a vasúti forgalom Szentes és Kunszentmárton közt, felépítettek egy kétszintes indóházat; de az újabb vonalak megnyitásával az indóház szűknek bizonyult. Már 1906-tól tervezték a bővítését, 1913-ban elkészültek a tervek, de az első világháború és azt követő forradalom, a gazdasági nehézségek hátráltatták a tervek megvalósítását. 1927-ben változott meg a helyzet, amikor a MÁV Rt. ajánlatot tett a szentesi állomás motoros központtá fejlesztésére, e terv tartalmazta az eddigi kétszintes indóház pályaudvarrá bővítését is. Szentes város vasútügyi bizottsága 1927. február 18-án fogadta el a MÁV kedvező ajánlatát.

1927 szeptemberében megkezdődött a motorgarázs építése, amelyhez a terveket Jemnitz E. Zsigmond budapesti tervező irodája készítette. Jemnitz E. Zsigmond apja Jemnitz Zsigmond Zielinski Szilárd-nak (a magyarországi vasbetonépítészet meghonosítójának) budapesti irodáját vezette az 1900-as években.
A szentesi állomás garázsa mintegy 50×40 méter, alapterülete 2000 négyzetméter, monolit vasbeton szerkezetű, a hozzátartozó iroda- és műhelyrészek egybe vannak vele építve. A főépületet 42 pilléralapra építették, egy pilléralap mérete 1,6×1,6 m. Az építkezés vezetője Vass Jenő budapesti főmérnök volt, aki 170–180 ember munkáját hangolta össze. Fél év alatt megépítették a motorgarázst, műszaki átadására 1928. március 18-án került sor.
A motorgarázs átadását követően láttak hozzá az állomás felvételi épületének munkálataihoz. A MÁV szegedi osztálymérnökségétől 1927. május elején megkapták a szentesiek az állomás bővítésének Magyary Zoltán műépítész által készített tervét, de az építkezés majd csak 1928 júniusában kezdődött. Először megépítették az új bővítményt, hogy a hivatalok a régi indóházból át tudjanak költözködni. Az öreg épület átalakítása 1929 tavaszára tolódott. Az új pályaudvart és a közelében épült 27 m magas vasbeton víztornyot 1929. június 27-én adták át.
Az állomás épülete szecessziós stílusban lett felújítva és bővítve. A város felőli oldal harmonikus megjelenésű, az állomás peronjával szemben állva az épület három traktusán jól elkülönülnek még a festésben is a bővítmények és a régi felújított traktusok. Valószínű, hogy az utóbbi évtizedekben a nyílászárók cseréjénél nem törődtek az eredeti stílus követelményeivel, így különböző, stílusban nem egyező nyílászárok kerültek az épületre, az egyik nyílászáróval még egy pilasztert is jócskán megrövidítettek.
A szecessziós épületek hátránya, hogy a sok pilaszter, lizénia, növényi ornamentika, s a színes felületek elszürkülése miatt nagyon gyakran kell felújítani. Bizony a vasúti forgalom hőskorának nyomai a szentesi állomás épületén is igen megmutatkoztak. Az 1980-as évekre szinte romos állapotba került, ekkor felújították az eredeti szecessziós stílusnak megfelelően. Ma már megint ráférne a felújítás.
Folyamatosan jegyzik a szentesi állomás főbb évfordulóit. Az előcsarnokban a régi indóház falán található fából faragott emléktábla az első Szentes–Kunszentmárton vasútvonalnak állít emléket (1887–1987). Az emléktábla Szabics Ferenc szentesi fafaragó munkája. A Szentes–Hódmezővásárhely vonal centenáriumának (1893–1993) emlékére domborművet állítottak. A dombormű Vígh László szentesi iparművész alkotása. Legutóbb a Csongrád–Szentes–Orosháza vonal centenáriumának (1906–2006) tiszteletére avattak márványtáblát. Technikatörténeti emlék az állomás épülete mellett kiállított ABmot motorvonat és a motorgarázs emlékkapuja, mely az 1887-ben épített indóház peronjának díszes öntöttvas oszlopaiból készült. Tervek vannak az eredeti perontető visszaállítására.
A szentesi motorgarázs ma is a dél-alföldi dízelvontatás fő csomópontja. Az állomás meghatározó típusai voltak az Mdmot motorvonatok, amiket az orosz államadósság fejében kapott 6341 sorozatú Bpmot motorvonatok (becenevükön Uzsgyik) váltottak fel. Ezenkívül honállomása még számos Bzmot vonatnak és M41 mozdonynak.

## Szentes megközelíthetősége vasúton
Budapestről Szentes mind Kiskunfélegyházán, mind Szolnokon keresztül megközelíthető, mert a 147-es Kiskunfélegyháza-Szentes-Orosháza és a 130-as Szolnok-Szentes-Hódmezővásárhely-Makó vonalak csomópontján fekszik. Naponta egy közvetlen gyorsvonatpár közlekedik Szentes és Budapest között.

## Forgalom
| Járat        | Útvonal | Gyakoriság               |
| ------------ | --- | ------------------------ |
| személyvonat | Kiskunfélegyháza – Petőfiváros – Kismindszenti út – Borsihalom – Tiszaalpár alsó – Tiszaalpár – Tiszaalpár felső – Tőserdő – Árpádszállás – Lakitelek – Tiszaug-Tiszahídfő – Tiszaug – Tiszasas – Csépa – Szelevény – Kunszentmárton – Nagytőke – Szentes | Napi 1 pár               |
| személyvonat | Kiskunfélegyháza – Városi park – Csongrádi úti tanyák – Gátér – Kettőshalom – Kónyaszék – Csongrád alsó – Csongrád – Hékéd – Szentes | Napi 4 pár               |
| személyvonat | Kiskunfélegyháza – Városi park – Csongrádi úti tanyák – Gátér – Kettőshalom – Kónyaszék – Csongrád alsó – Csongrád – Hékéd – Szentes – Szegvár – Kórógyszentgyörgy – Mindszent – Mártély – Hódmezővásárhelyi Népkert – Hódmezővásárhely                   | Napi 5 pár               |
| személyvonat | Szentes – Szegvár – Kórógyszentgyörgy – Mindszent – Mártély – Hódmezővásárhelyi Népkert – Hódmezővásárhely | Napi 3 pár               |
| személyvonat | Szentes – Dónát – Pusztatemplom – Fábiánsebestyén – Újváros – Gádoros – Justhmajor – Szentetornya – Gyopárosfürdő – Orosháza | Napi 3 pár               |
| személyvonat | Szolnok – Szajol – Tiszatenyő – Kengyel – Bagimajor – Martfű – Tiszaföldvár – Homok – Kungyalu – Kunszentmárton – Nagytőke – (Kistőke –) Hékéd – Szentes                                                                                                  | 2 óránként               |
| személyvonat | Szentes → Hékéd → Nagytőke → Kunszentmárton → Kungyalu → Homok → Tiszaföldvár → Martfű → Bagimajor → Kengyel → Tiszatenyő → Szajol → Szolnok → Cegléd → Kőbánya-Kispest → Zugló → Budapest-Nyugati                                                        | Vasárnap 1 Budapest felé |

## Megközelítése közúton
Az állomás az áthaladó vasútvonalak és a 4516-os út keresztezésétől északra helyezkedik el, közúti elérését az utóbbiból északkelet felé kiágazó 45 321-es számú mellékút (Baross utca) teszi lehetővé.

## Képek

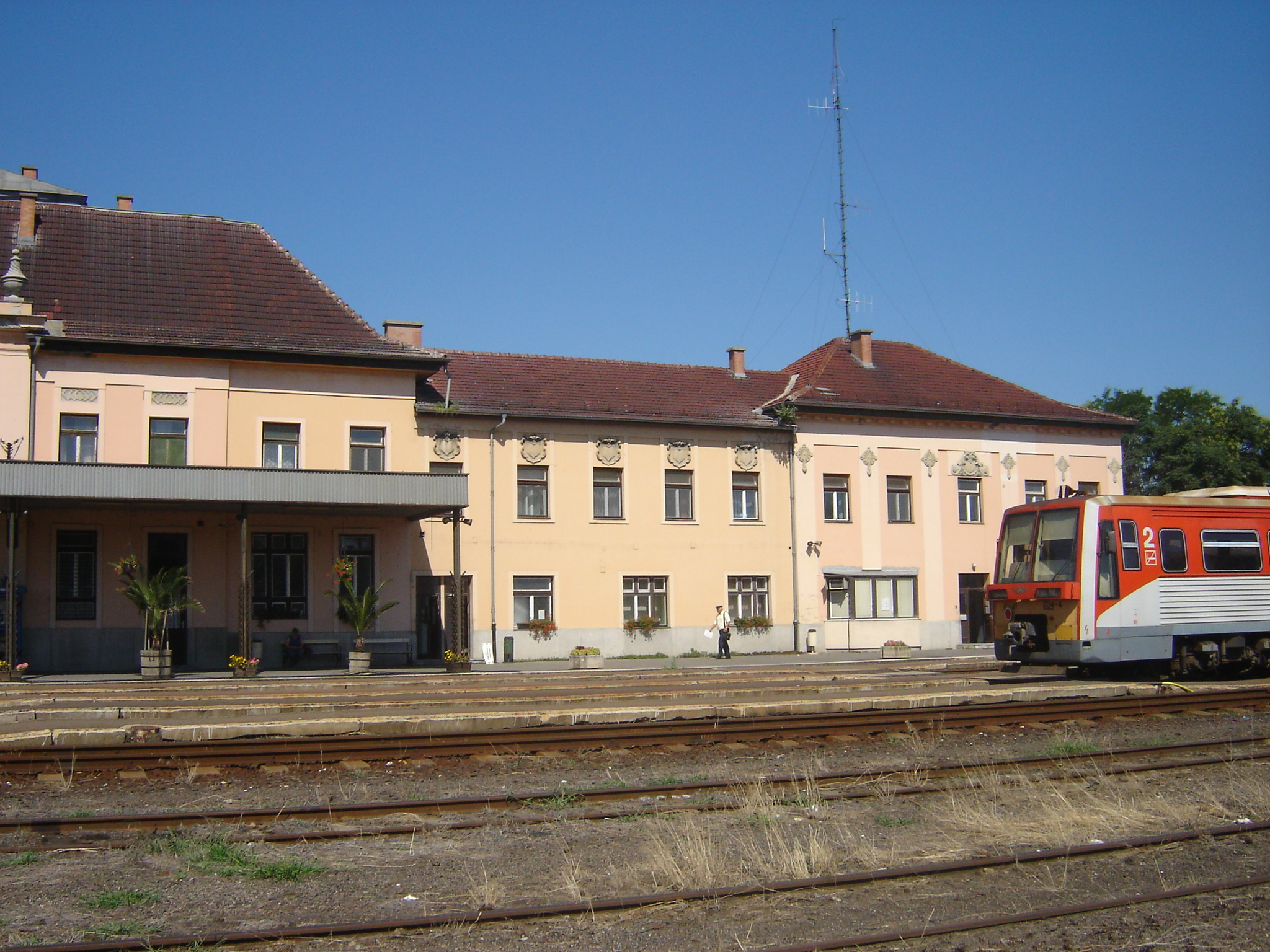
Az állomás épületegyüttese a peron felől (2007)
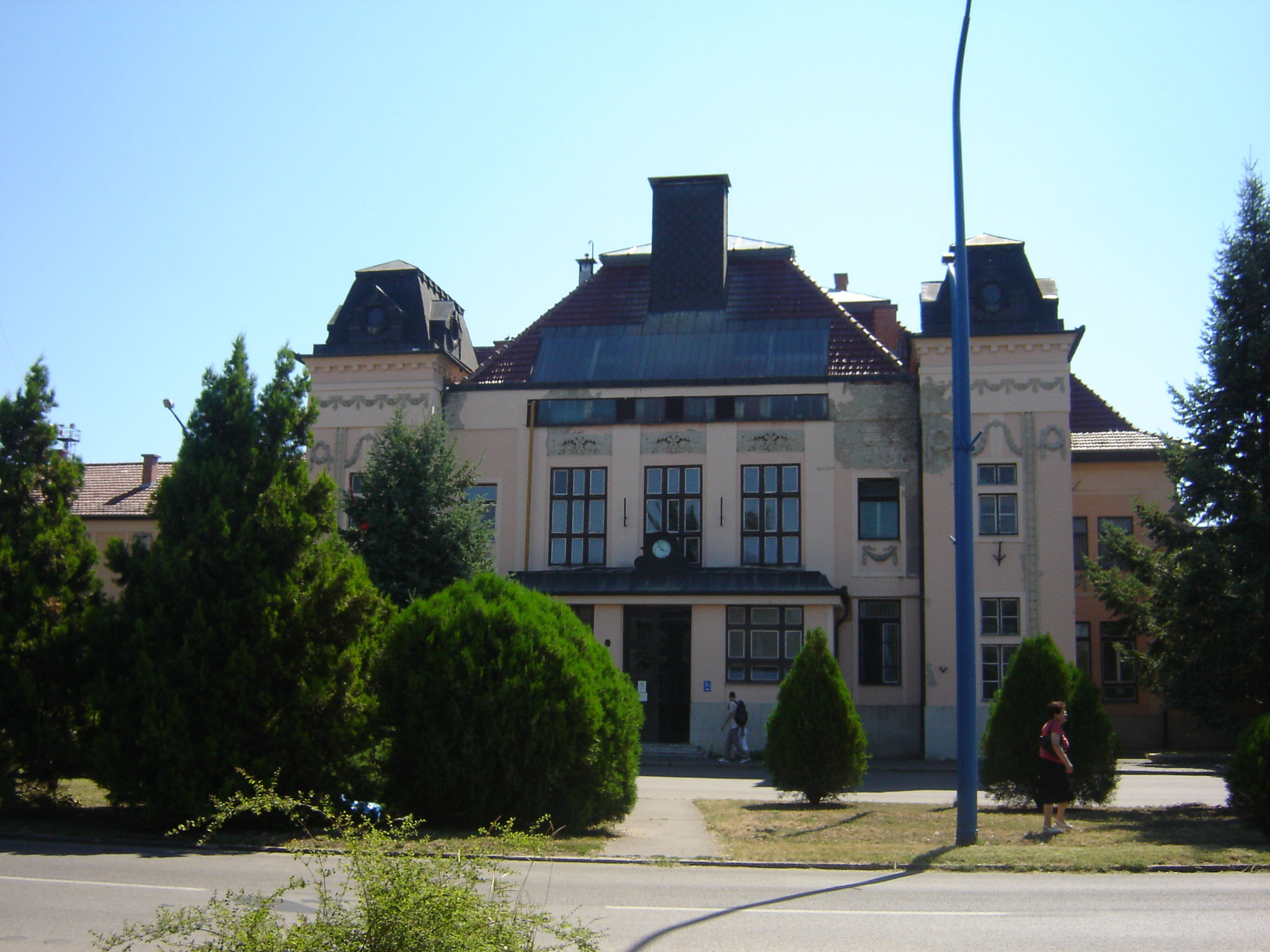
Szentes vasútállomása a város felől (2007)
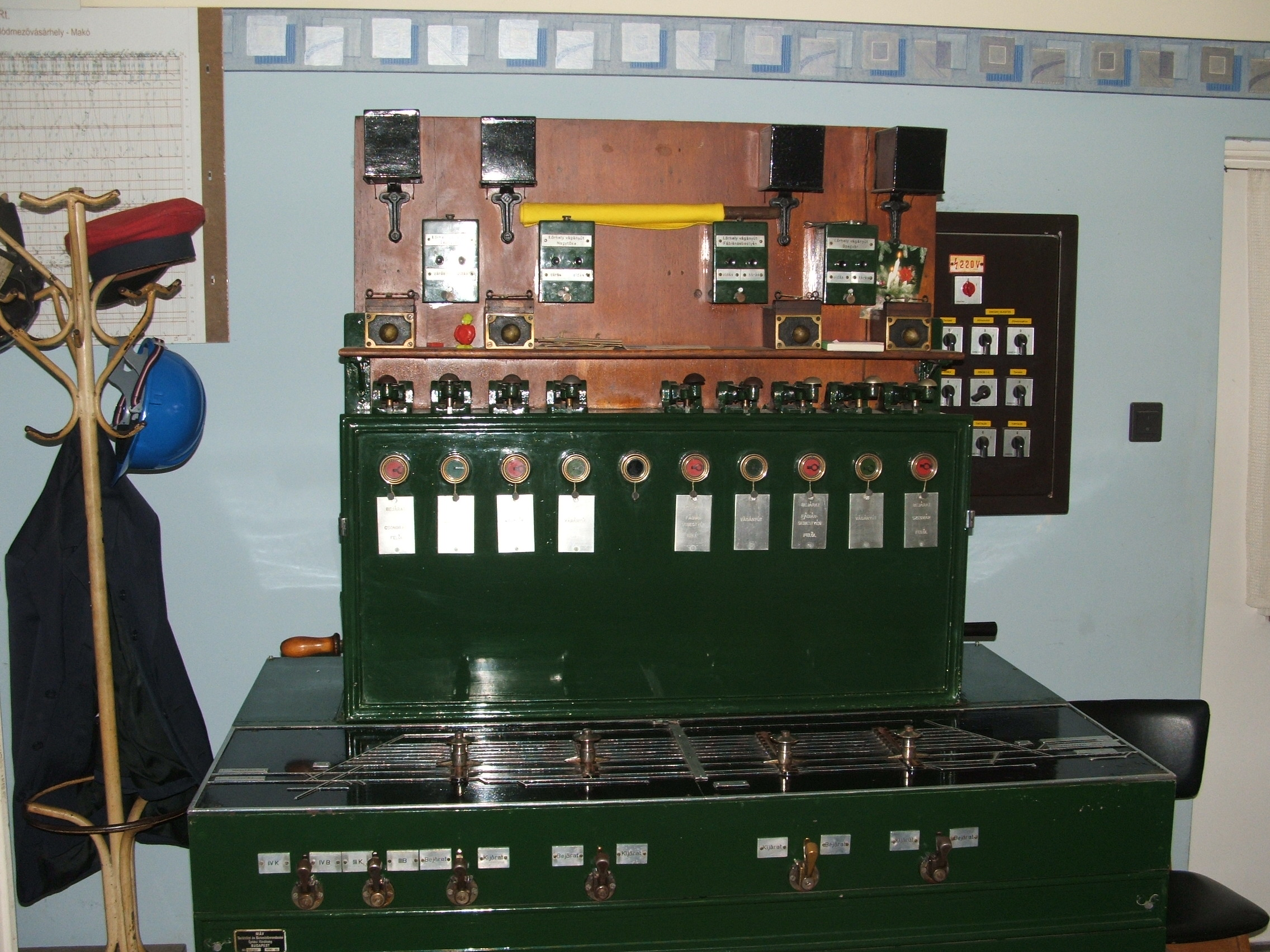
Az állomási biztosítóberendezés
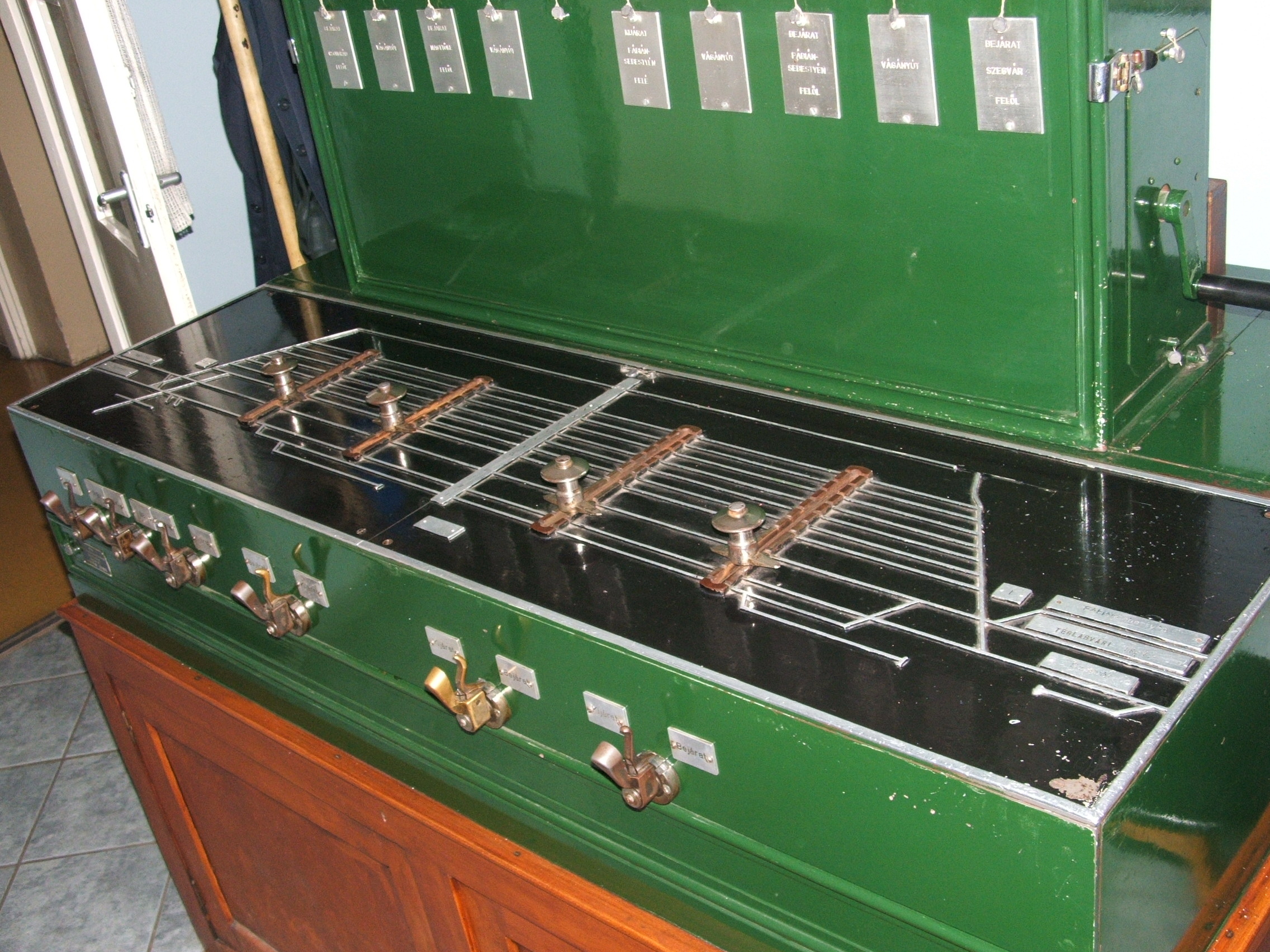
A vágányok ábrája a biztosítóberendezésen
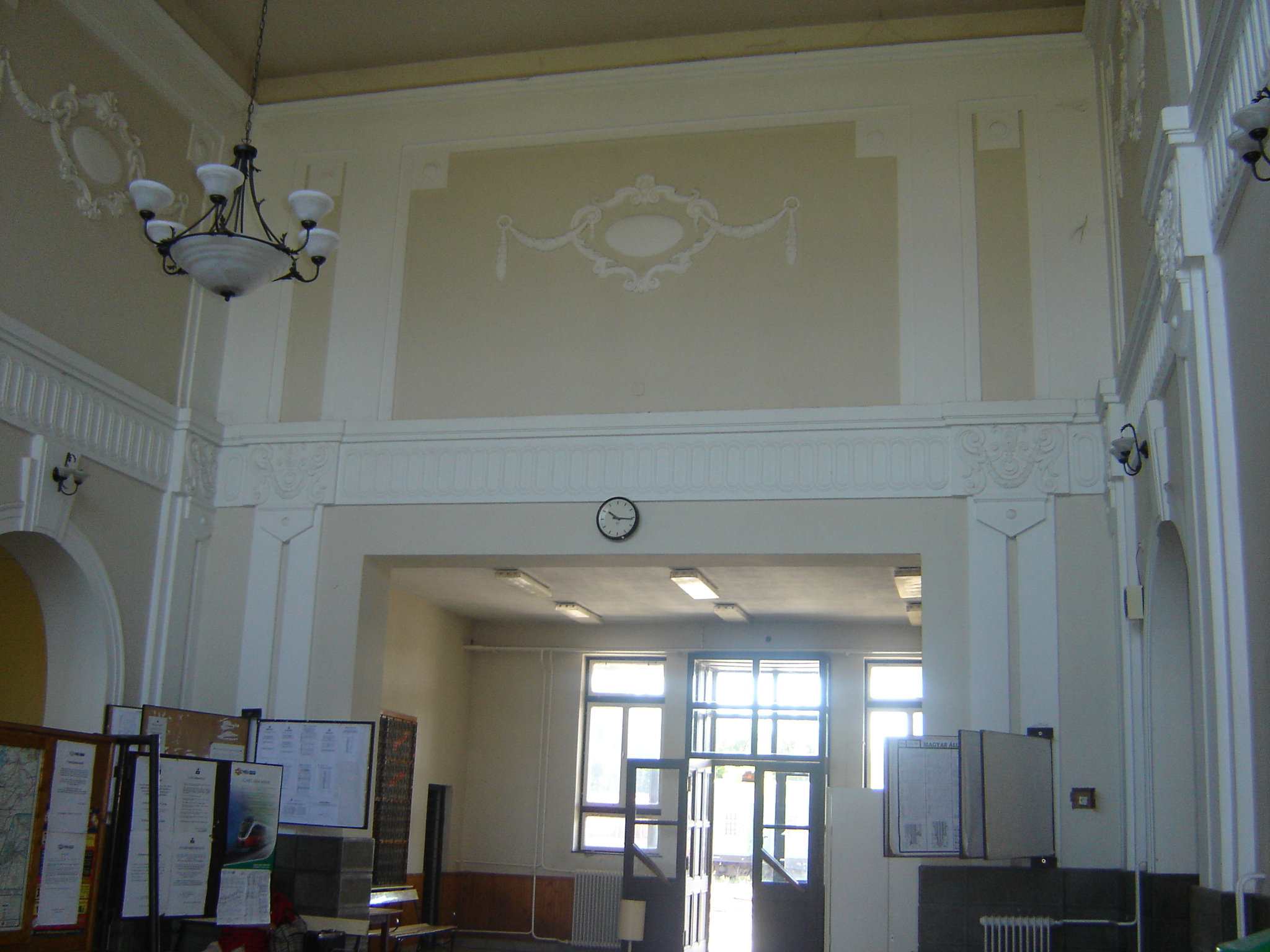
A szentesi állomás előcsarnoka szecessziós díszítéssel
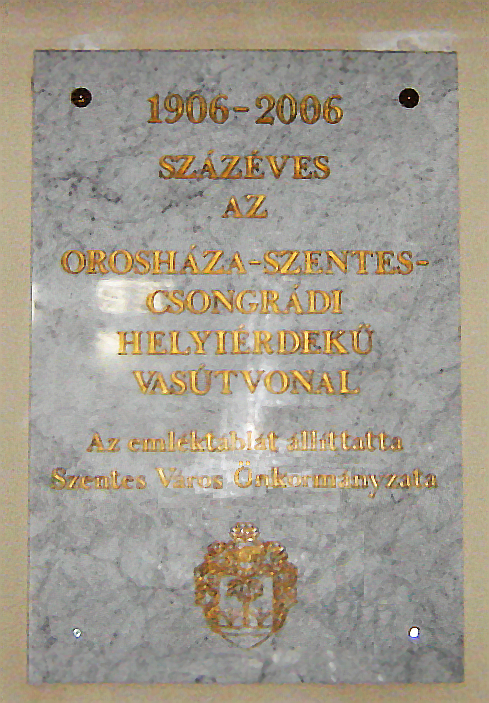
Szentes-Orosháza vonal 100 éves (1906-2006)
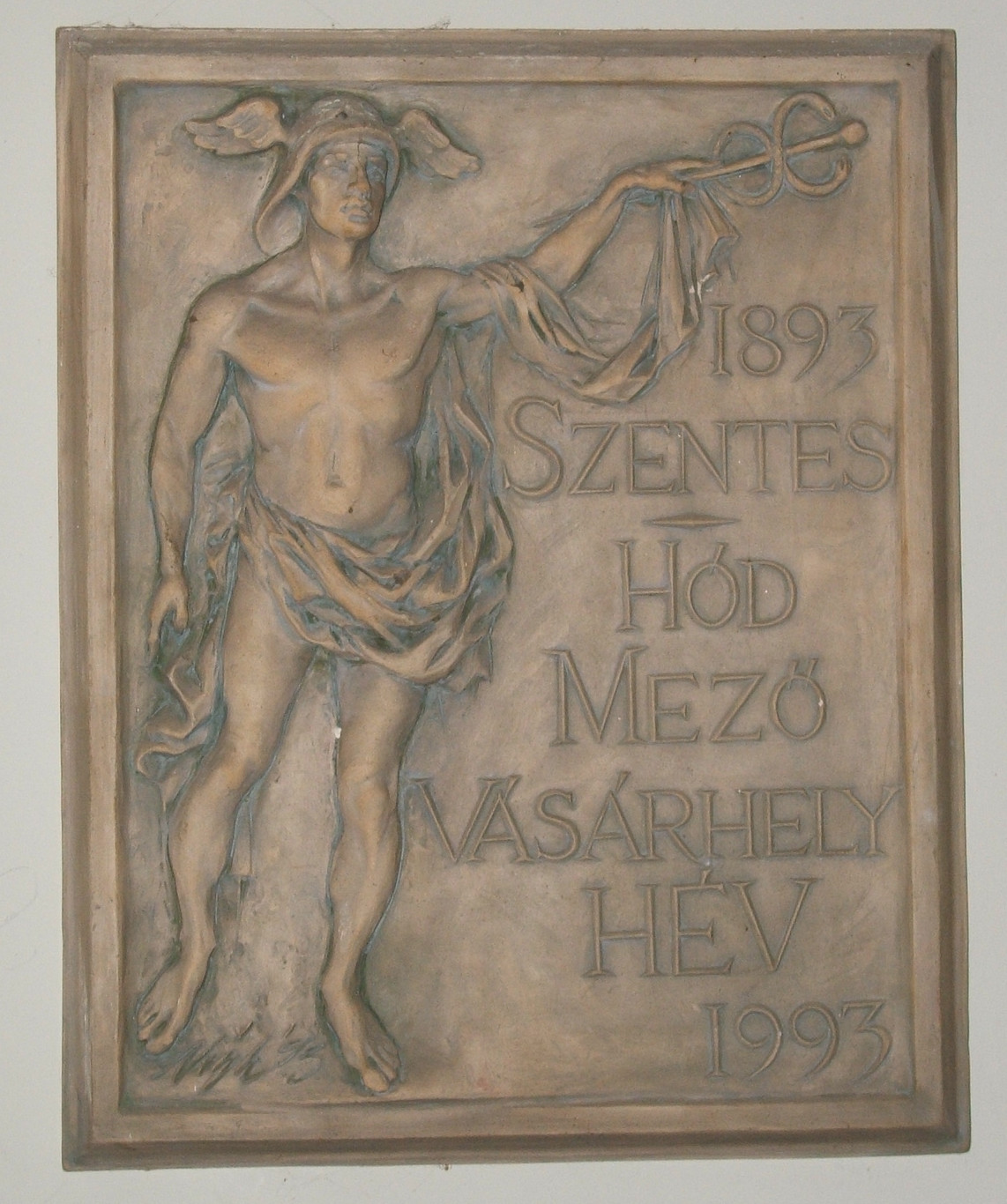
A Szentes-Hódmezővásárhely HÉV emléktáblája
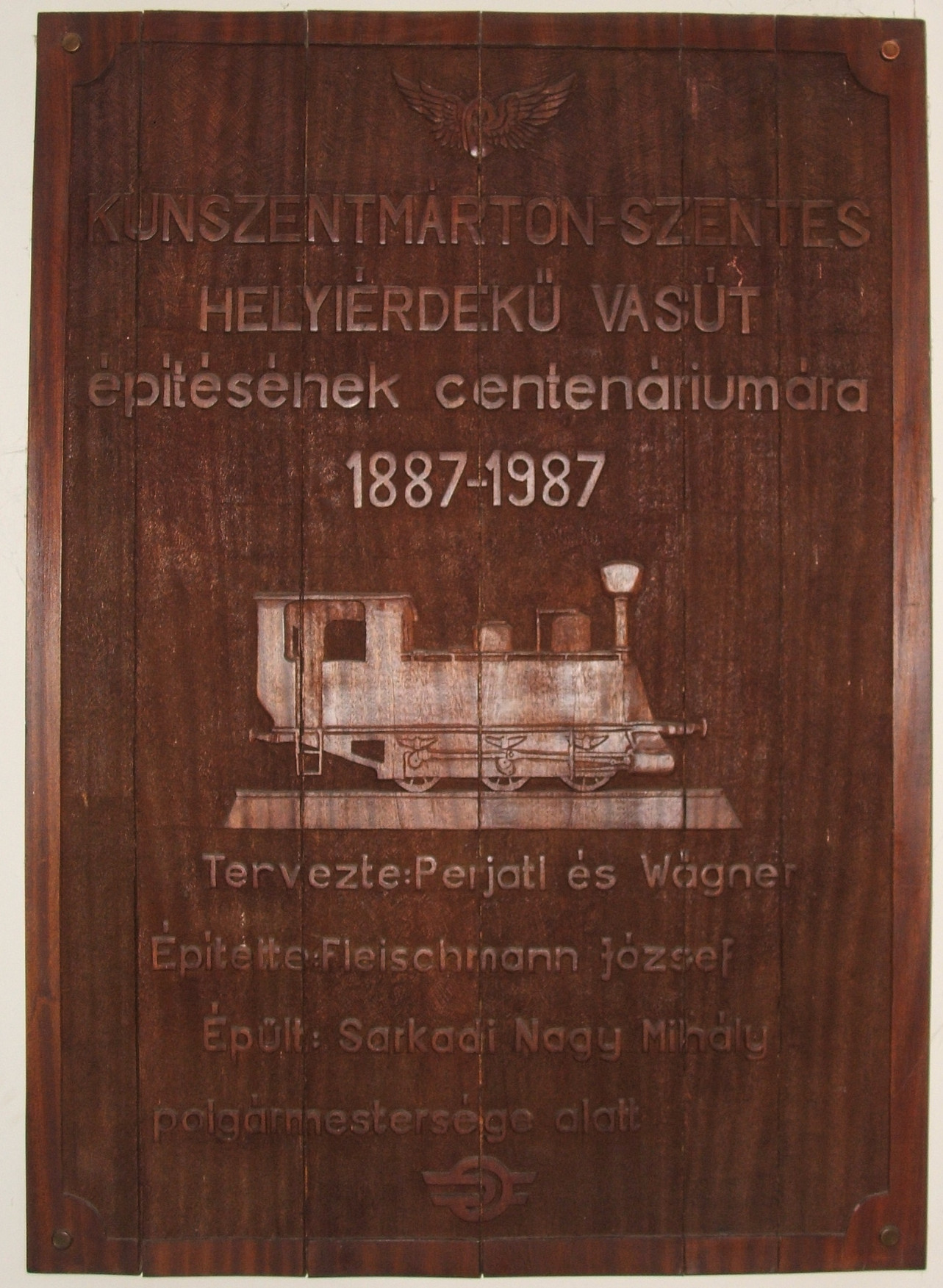
A Kunszentmárton-Szentes HÉV emléktáblája
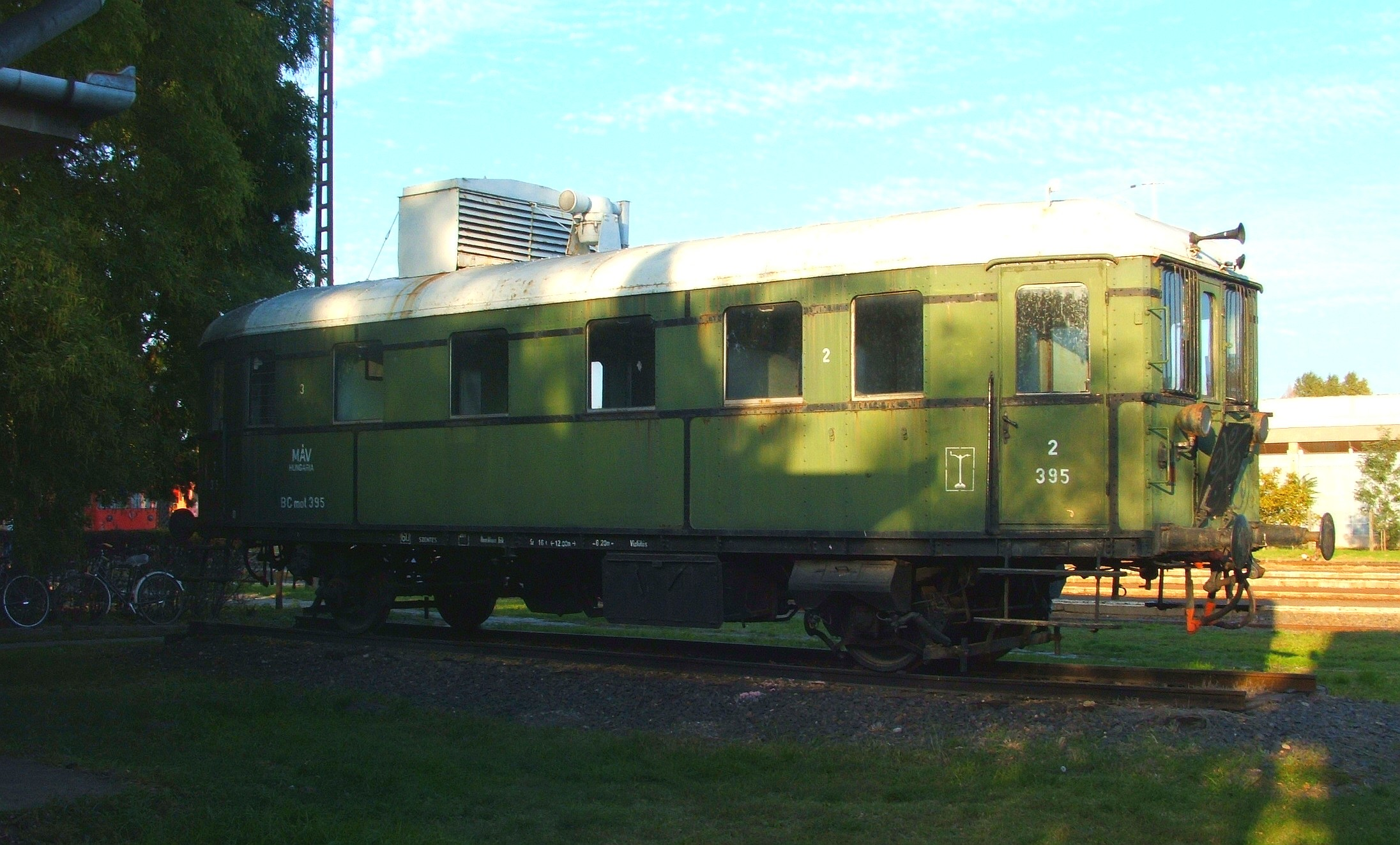
Az állomáson kiállított BCmot motorkocsi